# 샤카 카센잔가코나
샤카 카센잔가코나(Shaka kaSenzangakhona, 약. 1787년 – 약. 1828년 9월 22일)는 줄루 왕국의 첫 번째 리더이다.
그는 작은 부족인 줄루 족을 남아프리카의 퐁골로와 므짐쿨루 강 사이의 영토를 기반으로 하는 나라로 확장했다. 그의 호전적이고 파괴적인 전투는 유명하다. 브리태니커 백과사전의 기사에 따르면 (1974년판 매크로페디아 기사)에 따르면 그는 개혁과 혁신의 군사적인 천재였다. 다른 이들은 그의 업적을 더 작게 평가한다. 그럼에도 불구하고 그의 이웃나라와 부족들을 동화시키고 다스리는 정치력은 줄루 통치의 특허이다.

## 같이 보기
- 마포호 사자 연합